# Copa Melanesia 1990
La Copa Melanesia 1990 fue la tercera edición del torneo que englobaba a los equipos de dicha región geográfica de Oceanía. Se disputó en Nueva Caledonia entre el 1 y el 11 de noviembre.
Vanuatu obtuvo su primer título, superando por apenas un punto a Nueva Caledonia, por dos Fiyi y por tres a las Islas Salomón.

## Clasificación
| Equipo             | Pts | PJ | PG | PE | PP | GF | GC | Dif |
| ------------------ | --- | -- | -- | -- | -- | -- | -- | --- |
| Vanuatu            | 8   | 4  | 2  | 2  | 0  | 4  | 2  | 2   |
| Nueva Caledonia    | 7   | 4  | 2  | 1  | 1  | 5  | 3  | 2   |
| Fiyi               | 6   | 4  | 1  | 3  | 0  | 2  | 1  | 1   |
| Islas Salomón      | 5   | 4  | 1  | 2  | 1  | 3  | 4  | -1  |
| Papúa Nueva Guinea | 0   | 4  | 0  | 0  | 4  | 1  | 5  | -4  |

## Resultados
| 1 de noviembre de 1990 | Fiyi | 0:0 | Islas Salomón | -, Numea    |  |
|                        |      |     |               | Árbitro(s): |  |

| 1 de noviembre de 1990 | Nueva Caledonia | 0:1 | Vanuatu | -, Numea    |  |
|                        |                 |     |         | Árbitro(s): |  |

| 3 de noviembre de 1990 | Nueva Caledonia | 2:1 (0:0) | Papúa Nueva Guinea | -, Numea    |             |
|                        | Wanessi 50' 57' |           | Paulus 72' (pen.)  | Árbitro(s): | Árbitro(s): |

| 3 de noviembre de 1990 | Vanuatu    | 1:1 (1:0) | Islas Salomón | -, Numea    |             |
|                        | Santhy 13' |           | Natei 74'     | Árbitro(s): | Árbitro(s): |

| 5 de noviembre de 1990 | Nueva Caledonia | 0:0 | Fiyi | -, Numea    |  |
|                        |                 |     |      | Árbitro(s): |  |

| 5 de noviembre de 1990 | Vanuatu    | 1:0 (1:0) | Papúa Nueva Guinea | -, Numea    |             |
|                        | Carlot 13' |           |                    | Árbitro(s): | Árbitro(s): |

| 6 de noviembre de 1990 | Fiyi | 1:1 | Vanuatu | -, La Foa   |  |
|                        |      |     |         | Árbitro(s): |  |

| 6 de noviembre de 1990 | Islas Salomón | 1:0 | Papúa Nueva Guinea | -, Koné     |  |
|                        |               |     |                    | Árbitro(s): |  |

| 8 de noviembre de 1990 | Fiyi | 1:0 | Papúa Nueva Guinea | -, Numea    |  |
|                        |      |     |                    | Árbitro(s): |  |

| 8 de noviembre de 1990 | Nueva Caledonia | 3:1 | Islas Salomón | -, Numea    |  |
|                        |                 |     |               | Árbitro(s): |  |

| Bandera de Vanuatu |
| Campeón Vanuatu    |
| Primer título      |